# Lirometopum
Lirometopum är ett släkte av insekter. Lirometopum ingår i familjen vårtbitare.
Kladogram enligt Catalogue of Life:
| Lirometopum | \| \| Lirometopum concolor \| \| \| \| \| \| Lirometopum coronatum \| \| \| \| |
|             | \| \| Lirometopum concolor \| \| \| \| \| \| Lirometopum coronatum \| \| \| \| |
|             | Lirometopum concolor                                                           |
|             |                                                                                |
|             | Lirometopum coronatum                                                          |
|             |                                                                                |